# Emma Herland

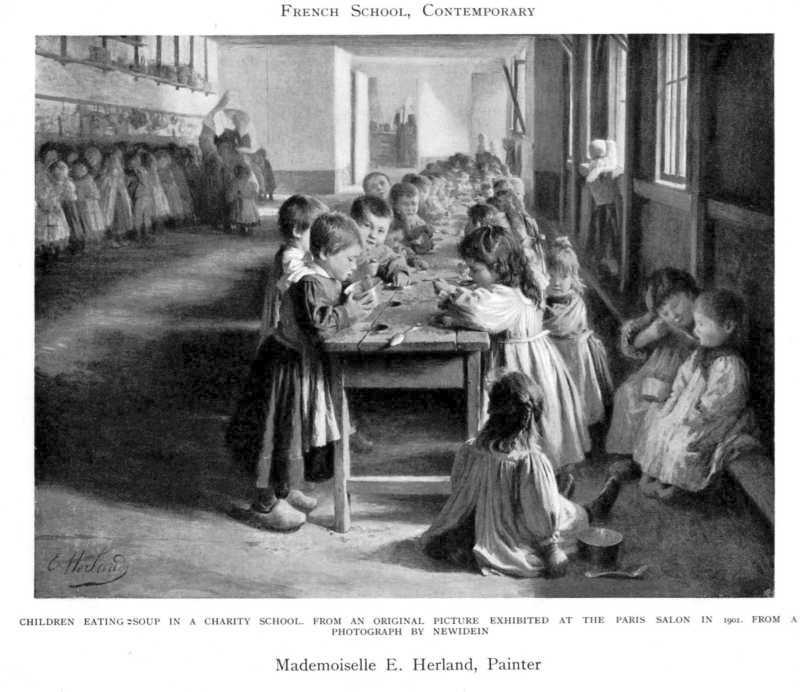
Crianças comendo sopa em uma escola de caridade, 1901

Emma Herland (Cherbourg, 1856 - Quimper, 1947) foi uma pintora francesa. 

## Biografia
Herland nasceu em Cherbourg e se tornou aluno de Jules Lefebvre e Benjamin Constant. Ela exibiu pela primeira vez no Salão de Paris em 1879. Ela era membro da Société des Artistes Français a partir de 1886 e ganhou uma menção honrosa em 1901.
Seu trabalho Children Eating Soup in a Charity School foi incluído no livro Women Painters of the World. Herland morreu em Quimper. 